# Primera División de Islas Feroe 2025
La Primera División de Islas Feroe 2025 es la 83.ª edición de la máxima competición profesional de fútbol en Islas Feroe. El torneo comenzó el 7 de marzo de 2025 y finalizara el 25 de octubre de 2025.
Un total de 10 equipos participan en la competición, incluyendo 8 equipos de la temporada anterior y 2 provenientes de la 1. deild 2024.
El Víkingur Gøta es el campeón defensor.

## Formato
La competición consta de un grupo único integrado por diez clubes de toda la geografía islas feroe. Siguiendo un sistema de liga, los diez equipos se enfrentan todos contra todos en cuatro ocasiones, dos en campo propio y otras dos en campo contrario, sumando un total de 36 jornadas. El orden de los encuentros se decide por sorteo antes de empezar la competición y la clasificación final se establece teniendo en cuenta los puntos obtenidos en cada enfrentamiento, a razón de tres por partido ganado, uno por empate y ninguno en caso de derrota.
El mejor equipo se clasificará para la Liga de Campeones de la UEFA 2026-27. El campeón de la Copa de Islas Feroe 2025 y los siguientes dos mejores equipos ubicados no clasificados a la Liga de Campeones de la UEFA 2026-27 y a la Liga Europa de la UEFA 2026-27 clasificarán a la Liga Conferencia de la UEFA 2026-27 y los últimos dos descenderán a la 1. deild 2026.
No obstante, esta distribución se puede ver alterada si alguno de los equipos que han obtenido una plaza en alguna competición europea a través de las competiciones nacionales hubiera obtenido una plaza diferente tras la consecución de algún título europeo en la misma temporada, o hubiera obtenido dos plazas distintas en competiciones nacionales (una a través de la Liga y otra a través de la Copa), provocando así la siguiente excepción:
- Excepción de la Copa de Islas Feroe: Si un equipo obtiene una plaza para la Liga Conferencia de la UEFA por ganar la Copa de Islas Feroe, pero finaliza la temporada en el primer lugar de la Primera División de Islas Feroe, la plaza obtenida en Copa pasa al segundo clasificado, siendo el equipo clasificado en cuarto lugar quien acceda a la plaza de la Liga Conferencia de la UEFA.

Por otro lado, los que finalicen en los dos últimos puestos de la clasificación descenderán directamente a la 1. delid 2026.

## Relevos
Diez equipos compiten en la liga: los 8 mejores equipos de la Primera División de Islas Feroe 2024 y los 2 equipos promovidos de la 1. deild 2024.
| Pos. | Descendidos a 1. deild |
| ---- | ---------------------- |
| 9.º  | Skála Ítróttarfelag    |
| 10.º | ÍF Fuglafjørður        |

| Pos. | Ascendidos de 1. deild |
| ---- | ---------------------- |
| 2.º  | Suðuroy                |
| 3.º  | TB Tvøroyri            |

## Información
| Equipo        | Ciudad     | Estadio           | Capacidad |
| ------------- | ---------- | ----------------- | --------- |
| 07 Vestur     | Sandavágur | Á Dungasandi      | 2 000     |
| B36 Tórshavn  | Tórshavn   | Gundadalur        | 5 000     |
| B68 Toftir    | Toftir     | Svangaskarð       | 6 000     |
| EB/Streymur   | Streymnes  | Við Margáir       | 2 000     |
| HB Tórshavn   | Tórshavn   | Gundadalur        | 5 000     |
| KÍ Klaksvík   | Klaksvík   | Við Djúpumýrar    | 4 000     |
| NSÍ Runavík   | Runavík    | Við Løkin         | 2 000     |
| Suðuroy       | Vágur      | á Eiðinum Stadium | 3 000     |
| TB Tvøroyri   | Tvøroyri   | Við Stórá         | 4 000     |
| Víkingur Gøta | Leirvík    | Sarpugerði        | 3 000     |

## Localización
| Región   | N.º | Equipos                                 |
| -------- | --- | --------------------------------------- |
| Eysturoy | 3   | B68 Toftir, NSÍ Runavík y Víkingur Gøta |
| Streymoy | 3   | B36 Tórshavn, EB/Streymur y HB Tórshavn |
| Suðuroy  | 2   | Suðuroy y TB Tvøroyri                   |
| Borðoy   | 1   | KÍ Klaksvík                             |
| Vágar    | 1   | 07 Vestur                               |

## Clasificación
| Pos. | Equipo        | Pts. | PJ | G  | E | P  | GF | GC | Dif. | Clasificación 2026-27                                |
| ---- | ------------- | ---- | -- | -- | - | -- | -- | -- | ---- | ---------------------------------------------------- |
| 1    | KÍ Klaksvík   | 52   | 18 | 17 | 1 | 0  | 62 | 8  | +54  | Primera ronda clasificatoria de la Liga de Campeones |
| 2    | HB Tórshavn   | 44   | 19 | 14 | 2 | 3  | 45 | 29 | +16  | Primera ronda clasificatoria de la Liga Conferencia  |
| 3    | NSÍ Runavík   | 42   | 19 | 13 | 3 | 3  | 71 | 25 | +46  | Primera ronda clasificatoria de la Liga Conferencia  |
| 4    | Víkingur Gøta | 31   | 19 | 9  | 4 | 6  | 29 | 22 | +7   |                                                      |
| 5    | B36 Tórshavn  | 25   | 19 | 7  | 4 | 8  | 29 | 33 | −4   |                                                      |
| 6    | EB/Streymur   | 23   | 18 | 6  | 5 | 7  | 20 | 31 | −11  |                                                      |
| 7    | B68 Toftir    | 19   | 19 | 5  | 4 | 10 | 24 | 45 | −21  |                                                      |
| 8    | Suðuroy       | 13   | 19 | 4  | 1 | 14 | 17 | 47 | −30  |                                                      |
| 9    | TB Tvøroyri   | 11   | 19 | 2  | 5 | 12 | 20 | 58 | −38  | Descenso a la 1. deild                               |
| 10   | 07 Vestur     | 7    | 19 | 2  | 1 | 16 | 21 | 40 | −19  | Descenso a la 1. deild                               |

Actualizado a los partidos jugados el 18 de agosto de 2025.
 Fuente: Primera División de las Islas Feroe
Criterios de clasificación: Puntos · Diferencia de goles · Goles a favor

### Evolución de la clasificación
| Equipo        | 01 | 02 | 03 | 04 | 05 | 06 | 07 | 08 | 09 | 10 | 11 | 12 | 13 | 14 | 15 | 16 | 17 | 18 | 19 | 20 | 21 | 22 | 23 | 24 | 25 | 26 | 27 | 28 | 29 | 30 | 31 | 32 | 33 | 34 | 35 | 36 |
| ------------- | -- | -- | -- | -- | -- | -- | -- | -- | -- | -- | -- | -- | -- | -- | -- | -- | -- | -- | -- | -- | -- | -- | -- | -- | -- | -- | -- | -- | -- | -- | -- | -- | -- | -- | -- | -- |
| KÍ Klaksvík   | 1  | 2  | 3  | 3  | 2  | 2  | 2  | 2  | 1  | 1  | 1  | 1  | 1  | 1  | 1  | 1  | 1* | 1* | 1* | 1* | 1* |    |    |    |    |    |    |    |    |    |    |    |    |    |    |    |
| HB Tórshavn   | 3  | 3  | 2  | 2  | 3  | 3  | 3  | 3  | 3  | 3  | 3  | 3  | 3  | 2  | 2  | 3  | 3  | 3  | 2  |    |    |    |    |    |    |    |    |    |    |    |    |    |    |    |    |    |
| NSÍ Runavík   | 2  | 1  | 1  | 1  | 1  | 1  | 1  | 1  | 2  | 2  | 2  | 2  | 2  | 3  | 3  | 2  | 2  | 2  | 3  |    |    |    |    |    |    |    |    |    |    |    |    |    |    |    |    |    |
| Víkingur Gøta | 5  | 7  | 8  | 9  | 9  | 7  | 5  | 5  | 6  | 5  | 4  | 5  | 5  | 4  | 4  | 5  | 4  | 4  | 4  |    |    |    |    |    |    |    |    |    |    |    |    |    |    |    |    |    |
| B36 Tórshavn  | 8  | 8  | 5  | 4  | 4  | 4  | 4  | 4  | 4  | 4  | 5  | 4  | 4  | 5  | 5  | 4  | 5  | 5  | 5  |    |    |    |    |    |    |    |    |    |    |    |    |    |    |    |    |    |
| EB/Streymur   | 6* | 4  | 4  | 5  | 5  | 5  | 6  | 6  | 5  | 6  | 6  | 6  | 6  | 6  | 6  | 6  | 6* | 6* | 6* |    |    |    |    |    |    |    |    |    |    |    |    |    |    |    |    |    |
| B68 Toftir    | 9  | 5  | 6  | 7  | 7  | 9  | 9  | 7  | 7  | 7  | 7  | 7  | 7  | 7  | 7  | 7  | 7  | 7  | 7  |    |    |    |    |    |    |    |    |    |    |    |    |    |    |    |    |    |
| Suðuroy       | 7* | 10 | 10 | 6  | 6  | 6  | 7  | 8  | 8  | 8  | 9  | 9  | 9  | 10 | 10 | 8  | 9  | 8  | 8  |    |    |    |    |    |    |    |    |    |    |    |    |    |    |    |    |    |
| TB Tvøroyri   | 4  | 6  | 7  | 8  | 8  | 8  | 8  | 9  | 9  | 9  | 10 | 10 | 10 | 9  | 9  | 10 | 8  | 9  | 9  |    |    |    |    |    |    |    |    |    |    |    |    |    |    |    |    |    |
| 07 Vestur     | 10 | 9  | 9  | 10 | 10 | 10 | 10 | 10 | 10 | 10 | 8  | 8  | 8  | 8  | 8  | 9  | 10 | 10 | 10 | 10 |    |    |    |    |    |    |    |    |    |    |    |    |    |    |    |    |

(*) Indica la posición del equipo con un partido pendiente

## Resultados

### Primera vuelta
| Jornada 1   | Jornada 1 | Jornada 1     | Jornada 1         | Jornada 1   | Jornada 1 | Jornada 1    |
| Local       | Resultado | Visitante     | Estadio           | Fecha       | Hora      | Espectadores |
| ----------- | --------- | ------------- | ----------------- | ----------- | --------- | ------------ |
| HB Tórshavn | 3 – 2     | B68 Toftir    | Gundadalur        | 7 de marzo  | 18:30     | T.B.D        |
| TB Tvøroyri | 1 – 1     | Víkingur Gøta | Við Stórá         | 9 de marzo  | 14:45     | T.B.D        |
| KÍ Klaksvík | 3 – 1     | 07 Vestur     | Við Djúpumýrar    | 9 de marzo  | 15:00     | T.B.D        |
| NSÍ Runavík | 4 – 3     | B36 Tórshavn  | Við Løkin         | 9 de marzo  | 15:00     | T.B.D        |
| Suðuroy     | 0 – 2     | EB/Streymur   | á Eiðinum Stadium | 22 de marzo | 14:30     | T.B.D        |

| Jornada 2     | Jornada 2 | Jornada 2   | Jornada 2    | Jornada 2   | Jornada 2 | Jornada 2    |
| Local         | Resultado | Visitante   | Estadio      | Fecha       | Hora      | Espectadores |
| ------------- | --------- | ----------- | ------------ | ----------- | --------- | ------------ |
| 07 Vestur     | 1 – 2     | HB Tórshavn | Á Dungasandi | 16 de marzo | 15:00     | T.B.D        |
| B36 Tórshavn  | 1 – 3     | KÍ Klaksvík | Gundadalur   | 16 de marzo | 15:00     | T.B.D        |
| EB/Streymur   | 2 – 2     | TB Tvøroyri | Við Margáir  | 16 de marzo | 15:00     | T.B.D        |
| B68 Toftir    | 2 – 0     | Suðuroy     | Svangaskarð  | 16 de marzo | 16:00     | T.B.D        |
| Víkingur Gøta | 0 – 3     | NSÍ Runavík | Sarpugerði   | 16 de marzo | 17:00     | T.B.D        |

| Jornada 3     | Jornada 3 | Jornada 3    | Jornada 3      | Jornada 3   | Jornada 3 | Jornada 3    |
| Local         | Resultado | Visitante    | Estadio        | Fecha       | Hora      | Espectadores |
| ------------- | --------- | ------------ | -------------- | ----------- | --------- | ------------ |
| TB Tvøroyri   | 0 – 1     | B36 Tórshavn | Við Stórá      | 30 de marzo | 13:45     | T.B.D        |
| KÍ Klaksvík   | 2 – 1     | EB/Streymur  | Við Djúpumýrar | 30 de marzo | 14:00     | T.B.D        |
| Víkingur Gøta | 0 – 0     | 07 Vestur    | Sarpugerði     | 30 de marzo | 14:00     | T.B.D        |
| HB Tórshavn   | 4 – 0     | Suðuroy      | Gundadalur     | 30 de marzo | 16:00     | T.B.D        |
| NSÍ Runavík   | 11 – 0    | B68 Toftir   | Við Løkin      | 30 de marzo | 18:00     | T.B.D        |

| Jornada 4    | Jornada 4 | Jornada 4     | Jornada 4         | Jornada 4  | Jornada 4 | Jornada 4    |
| Local        | Resultado | Visitante     | Estadio           | Fecha      | Hora      | Espectadores |
| ------------ | --------- | ------------- | ----------------- | ---------- | --------- | ------------ |
| Suðuroy      | 1 – 0     | TB Tvøroyri   | á Eiðinum Stadium | 3 de abril | 14:30     | T.B.D        |
| B36 Tórshavn | 1 – 0     | Víkingur Gøta | Gundadalur        | 3 de abril | 17:30     | T.B.D        |
| B68 Toftir   | 0 – 2     | KÍ Klaksvík   | Svangaskarð       | 3 de abril | 17:30     | T.B.D        |
| EB/Streymur  | 0 – 3     | HB Tórshavn   | Við Margáir       | 3 de abril | 17:30     | T.B.D        |
| NSÍ Runavík  | 4 – 1     | 07 Vestur     | Við Løkin         | 3 de abril | 17:30     | T.B.D        |

| Jornada 5   | Jornada 5 | Jornada 5     | Jornada 5      | Jornada 5   | Jornada 5 | Jornada 5    |
| Local       | Resultado | Visitante     | Estadio        | Fecha       | Hora      | Espectadores |
| ----------- | --------- | ------------- | -------------- | ----------- | --------- | ------------ |
| KÍ Klaksvík | 2 – 0     | Víkingur Gøta | Við Djúpumýrar | 12 de abril | 19:00     | T.B.D        |
| TB Tvøroyri | 1 – 5     | NSÍ Runavík   | Við Stórá      | 13 de abril | 14:45     | T.B.D        |
| 07 Vestur   | 1 – 2     | Suðuroy       | Á Dungasandi   | 13 de abril | 15:00     | T.B.D        |
| EB/Streymur | 1 – 0     | B68 Toftir    | Við Margáir    | 13 de abril | 15:00     | T.B.D        |
| HB Tórshavn | 2 – 3     | B36 Tórshavn  | Gundadalur     | 13 de abril | 15:00     | T.B.D        |

| Jornada 6     | Jornada 6 | Jornada 6   | Jornada 6      | Jornada 6   | Jornada 6 | Jornada 6    |
| Local         | Resultado | Visitante   | Estadio        | Fecha       | Hora      | Espectadores |
| ------------- | --------- | ----------- | -------------- | ----------- | --------- | ------------ |
| TB Tvøroyri   | 2 – 1     | 07 Vestur   | Við Stórá      | 17 de abril | 13:45     | T.B.D        |
| B36 Tórshavn  | 1 – 1     | B68 Toftir  | Gundadalur     | 17 de abril | 14:00     | T.B.D        |
| KÍ Klaksvík   | 4 – 0     | HB Tórshavn | Við Djúpumýrar | 17 de abril | 14:00     | T.B.D        |
| Víkingur Gøta | 4 – 1     | EB/Streymur | Sarpugerði     | 17 de abril | 14:00     | T.B.D        |
| NSÍ Runavík   | 1 – 0     | Suðuroy     | Við Løkin      | 17 de abril | 16:00     | T.B.D        |

| Jornada 7   | Jornada 7 | Jornada 7     | Jornada 7         | Jornada 7   | Jornada 7 | Jornada 7    |
| Local       | Resultado | Visitante     | Estadio           | Fecha       | Hora      | Espectadores |
| ----------- | --------- | ------------- | ----------------- | ----------- | --------- | ------------ |
| Suðuroy     | 0 – 4     | KÍ Klaksvík   | á Eiðinum Stadium | 26 de abril | 15:00     | T.B.D        |
| B68 Toftir  | 0 – 1     | Víkingur Gøta | Svangaskarð       | 26 de abril | 17:00     | T.B.D        |
| HB Tórshavn | 3 – 2     | TB Tvøroyri   | Gundadalur        | 26 de abril | 18:00     | T.B.D        |
| 07 Vestur   | 1 – 3     | B36 Tórshavn  | Á Dungasandi      | 26 de abril | 18:30     | T.B.D        |
| EB/Streymur | 0 – 5     | NSÍ Runavík   | Við Margáir       | 26 de abril | 18:30     | T.B.D        |

| Jornada 8    | Jornada 8 | Jornada 8     | Jornada 8         | Jornada 8 | Jornada 8 | Jornada 8    |
| Local        | Resultado | Visitante     | Estadio           | Fecha     | Hora      | Espectadores |
| ------------ | --------- | ------------- | ----------------- | --------- | --------- | ------------ |
| KÍ Klaksvík  | 10 – 0    | TB Tvøroyri   | Við Djúpumýrar    | 1 de mayo | 16:30     | T.B.D        |
| B36 Tórshavn | 1 – 2     | EB/Streymur   | Gundadalur        | 3 de mayo | 15:30     | T.B.D        |
| B68 Toftir   | 2 – 1     | 07 Vestur     | Svangaskarð       | 3 de mayo | 16:00     | T.B.D        |
| HB Tórshavn  | 1 – 7     | NSÍ Runavík   | Gundadalur        | 3 de mayo | 18:30     | T.B.D        |
| Suðuroy      | 0 – 2     | Víkingur Gøta | á Eiðinum Stadium | 4 de mayo | 13:30     | T.B.D        |

| Jornada 9     | Jornada 9 | Jornada 9   | Jornada 9    | Jornada 9  | Jornada 9 | Jornada 9    |
| Local         | Resultado | Visitante   | Estadio      | Fecha      | Hora      | Espectadores |
| ------------- | --------- | ----------- | ------------ | ---------- | --------- | ------------ |
| Víkingur Gøta | 0 – 1     | HB Tórshavn | Sarpugerði   | 9 de mayo  | 17:00     | T.B.D        |
| 07 Vestur     | 0 – 1     | EB/Streymur | Á Dungasandi | 9 de mayo  | 17:30     | T.B.D        |
| B36 Tórshavn  | 1 – 0     | Suðuroy     | Gundadalur   | 9 de mayo  | 17:30     | T.B.D        |
| NSÍ Runavík   | 1 – 2     | KÍ Klaksvík | Við Løkin    | 9 de mayo  | 19:00     | T.B.D        |
| TB Tvøroyri   | 1 – 1     | B68 Toftir  | Við Stórá    | 10 de mayo | 13:45     | T.B.D        |

### Segunda vuelta
| Jornada 10  | Jornada 10 | Jornada 10    | Jornada 10        | Jornada 10 | Jornada 10 | Jornada 10   |
| Local       | Resultado  | Visitante     | Estadio           | Fecha      | Hora       | Espectadores |
| ----------- | ---------- | ------------- | ----------------- | ---------- | ---------- | ------------ |
| 07 Vestur   | 5 – 0      | TB Tvøroyri   | Á Dungasandi      | 16 de mayo | 15:00      | T.B.D        |
| EB/Streymur | 1 – 2      | Víkingur Gøta | Við Margáir       | 16 de mayo | 15:00      | T.B.D        |
| B68 Toftir  | 2 – 1      | B36 Tórshavn  | Svangaskarð       | 16 de mayo | 16:00      | T.B.D        |
| HB Tórshavn | 1 – 1      | KÍ Klaksvík   | Gundadalur        | 16 de mayo | 17:15      | T.B.D        |
| Suðuroy     | 1 – 7      | NSÍ Runavík   | á Eiðinum Stadium | 17 de mayo | 15:00      | T.B.D        |

| Jornada 11    | Jornada 11 | Jornada 11  | Jornada 11   | Jornada 11 | Jornada 11 | Jornada 11   |
| Local         | Resultado  | Visitante   | Estadio      | Fecha      | Hora       | Espectadores |
| ------------- | ---------- | ----------- | ------------ | ---------- | ---------- | ------------ |
| B36 Tórshavn  | 0 – 0      | EB/Streymur | Gundadalur   | 24 de mayo | 17:15      | T.B.D        |
| TB Tvøroyri   | 0 – 5      | KÍ Klaksvík | Við Stórá    | 25 de mayo | 14:45      | T.B.D        |
| 07 Vestur     | 3 – 1      | B68 Toftir  | Á Dungasandi | 25 de mayo | 15:00      | T.B.D        |
| Víkingur Gøta | 3 – 1      | Suðuroy     | Sarpugerði   | 25 de mayo | 15:00      | T.B.D        |
| NSÍ Runavík   | 1 – 4      | HB Tórshavn | Við Løkin    | 25 de mayo | 17:15      | T.B.D        |

| Jornada 12  | Jornada 12 | Jornada 12    | Jornada 12        | Jornada 12 | Jornada 12 | Jornada 12   |
| Local       | Resultado  | Visitante     | Estadio           | Fecha      | Hora       | Espectadores |
| ----------- | ---------- | ------------- | ----------------- | ---------- | ---------- | ------------ |
| HB Tórshavn | 2 – 1      | Víkingur Gøta | Gundadalur        | 29 de mayo | 15:00      | T.B.D        |
| Suðuroy     | 2 – 3      | B36 Tórshavn  | á Eiðinum Stadium | 31 de mayo | 15:00      | T.B.D        |
| B68 Toftir  | 4 – 1      | TB Tvøroyri   | Svangaskarð       | 31 de mayo | 17:15      | T.B.D        |
| EB/Streymur | 1 – 0      | 07 Vestur     | Við Margáir       | 31 de mayo | 17:15      | T.B.D        |
| KÍ Klaksvík | 3 – 2      | NSÍ Runavík   | Við Djúpumýrar    | 31 de mayo | 19:00      | T.B.D        |

| Jornada 13   | Jornada 13 | Jornada 13    | Jornada 13   | Jornada 13  | Jornada 13 | Jornada 13   |
| Local        | Resultado  | Visitante     | Estadio      | Fecha       | Hora       | Espectadores |
| ------------ | ---------- | ------------- | ------------ | ----------- | ---------- | ------------ |
| 07 Vestur    | 0 – 4      | KÍ Klaksvík   | Á Dungasandi | 14 de junio | 15:00      | T.B.D        |
| TB Tvøroyri  | 0 – 3      | Víkingur Gøta | Við Stórá    | 14 de junio | 15:30      | T.B.D        |
| EB/Streymur  | 2 – 1      | Suðuroy       | Við Margáir  | 14 de junio | 17:15      | T.B.D        |
| B68 Toftir   | 1 – 4      | HB Tórshavn   | Svangaskarð  | 14 de junio | 18:00      | T.B.D        |
| B36 Tórshavn | 2 – 2      | NSÍ Runavík   | Gundadalur   | 15 de junio | 15:00      | T.B.D        |

| Jornada 14  | Jornada 14 | Jornada 14    | Jornada 14        | Jornada 14  | Jornada 14 | Jornada 14   |
| Local       | Resultado  | Visitante     | Estadio           | Fecha       | Hora       | Espectadores |
| ----------- | ---------- | ------------- | ----------------- | ----------- | ---------- | ------------ |
| Suðuroy     | 0 – 3      | B68 Toftir    | á Eiðinum Stadium | 21 de junio | 13:00      | T.B.D        |
| TB Tvøroyri | 1 – 1      | EB/Streymur   | Við Stórá         | 21 de junio | 19:00      | T.B.D        |
| 07 Vestur   | 1 – 2      | HB Tórshavn   | Á Dungasandi      | 22 de junio | 15:00      | T.B.D        |
| KÍ Klaksvík | 2 – 1      | B36 Tórshavn  | Við Djúpumýrar    | 22 de junio | 15:00      | T.B.D        |
| NSÍ Runavík | 1 – 1      | Víkingur Gøta | Við Løkin         | 22 de junio | 17:15      | T.B.D        |

| Jornada 15    | Jornada 15 | Jornada 15  | Jornada 15     | Jornada 15  | Jornada 15 | Jornada 15   |
| Local         | Resultado  | Visitante   | Estadio        | Fecha       | Hora       | Espectadores |
| ------------- | ---------- | ----------- | -------------- | ----------- | ---------- | ------------ |
| B36 Tórshavn  | 3 – 1      | 07 Vestur   | Gundadalur     | 27 de junio | 19:00      | T.B.D        |
| HB Tórshavn   | 4 – 1      | TB Tvøroyri | Gundadalur     | 28 de junio | 15:00      | T.B.D        |
| KÍ Klaksvík   | 4 – 0      | Suðuroy     | Við Djúpumýrar | 28 de junio | 17:30      | T.B.D        |
| Víkingur Gøta | 2 – 1      | B68 Toftir  | Sarpugerði     | 29 de junio | 15:00      | T.B.D        |
| NSÍ Runavík   | 4 – 0      | EB/Streymur | Við Løkin      | 29 de junio | 17:15      | T.B.D        |

| Jornada 16    | Jornada 16 | Jornada 16  | Jornada 16        | Jornada 16 | Jornada 16 | Jornada 16   |
| Local         | Resultado  | Visitante   | Estadio           | Fecha      | Hora       | Espectadores |
| ------------- | ---------- | ----------- | ----------------- | ---------- | ---------- | ------------ |
| Víkingur Gøta | 0 – 1      | KÍ Klaksvík | Sarpugerði        | 3 de julio | 19:00      | T.B.D        |
| Suðuroy       | 4 – 3      | 07 Vestur   | á Eiðinum Stadium | 5 de julio | 15:00      | T.B.D        |
| TB Tvøroyri   | 2 – 6      | NSÍ Runavík | Við Stórá         | 5 de julio | 15:00      | T.B.D        |
| B68 Toftir    | 2 – 2      | EB/Streymur | Svangaskarð       | 5 de julio | 17:15      | T.B.D        |
| B36 Tórshavn  | 2 – 2      | HB Tórshavn | Gundadalur        | 6 de julio | 15:00      | T.B.D        |

| Jornada 17   | Jornada 17 | Jornada 17    | Jornada 17        | Jornada 17       | Jornada 17 | Jornada 17   |
| Local        | Resultado  | Visitante     | Estadio           | Fecha            | Hora       | Espectadores |
| ------------ | ---------- | ------------- | ----------------- | ---------------- | ---------- | ------------ |
| B36 Tórshavn | 0 – 2      | TB Tvøroyri   | Gundadalur        | 28 de julio      | 19:00      | T.B.D        |
| 07 Vestur    | 1 – 2      | Víkingur Gøta | Á Dungasandi      | 2 de agosto      | 18:30      | T.B.D        |
| B68 Toftir   | 1 – 3      | NSÍ Runavík   | Svangaskarð       | 3 de agosto      | 17:15      | T.B.D        |
| Suðuroy      | 1 – 2      | HB Tórshavn   | á Eiðinum Stadium | 4 de agosto      | 16:00      | T.B.D        |
| EB/Streymur  | v.s.       | KÍ Klaksvík   | Við Margáir       | 24 de septiembre | 19:30      | T.B.D        |

| Jornada 18    | Jornada 18 | Jornada 18   | Jornada 18     | Jornada 18   | Jornada 18 | Jornada 18   |
| Local         | Resultado  | Visitante    | Estadio        | Fecha        | Hora       | Espectadores |
| ------------- | ---------- | ------------ | -------------- | ------------ | ---------- | ------------ |
| KÍ Klaksvík   | 7 – 0      | B68 Toftir   | Við Djúpumýrar | 8 de agosto  | 19:00      | T.B.D        |
| HB Tórshavn   | 2 – 1      | EB/Streymur  | Gundadalur     | 10 de agosto | 16:00      | T.B.D        |
| TB Tvøroyri   | 2 – 3      | Suðuroy      | Við Stórá      | 10 de agosto | 16:00      | T.B.D        |
| Víkingur Gøta | 4 – 2      | B36 Tórshavn | Sarpugerði     | 10 de agosto | 16:00      | T.B.D        |
| NSÍ Runavík   | 1 – 0      | 07 Vestur    | Við Løkin      | 10 de agosto | 18:15      | T.B.D        |

### Tercera vuelta
| Jornada 19    | Jornada 19 | Jornada 19  | Jornada 19  | Jornada 19   | Jornada 19 | Jornada 19   |
| Local         | Resultado  | Visitante   | Estadio     | Fecha        | Hora       | Espectadores |
| ------------- | ---------- | ----------- | ----------- | ------------ | ---------- | ------------ |
| EB/Streymur   | 2 – 2      | TB Tvøroyri | Við Margáir | 16 de agosto | 17:15      | T.B.D        |
| B68 Toftir    | 1 – 1      | Suðuroy     | Svangaskarð | 17 de agosto | 16:00      | T.B.D        |
| HB Tórshavn   | 3 – 0      | 07 Vestur   | Gundadalur  | 17 de agosto | 18:00      | T.B.D        |
| B36 Tórshavn  | 0 – 3      | KÍ Klaksvík | Gundadalur  | 18 de agosto | 18:30      | T.B.D        |
| Víkingur Gøta | 3 – 3      | NSÍ Runavík | Sarpugerði  | 18 de agosto | 18:30      | T.B.D        |

| Jornada 20    | Jornada 20 | Jornada 20  | Jornada 20     | Jornada 20   | Jornada 20 | Jornada 20   |
| Local         | Resultado  | Visitante   | Estadio        | Fecha        | Hora       | Espectadores |
| ------------- | ---------- | ----------- | -------------- | ------------ | ---------- | ------------ |
| 07 Vestur     | v.s.       | TB Tvøroyri | Á Dungasandi   | 23 de agosto | 18:00      | T.B.D        |
| B36 Tórshavn  | v.s.       | B68 Toftir  | Gundadalur     | 24 de agosto | 15:00      | T.B.D        |
| KÍ Klaksvík   | v.s.       | HB Tórshavn | Við Djúpumýrar | 24 de agosto | 15:00      | T.B.D        |
| NSÍ Runavík   | v.s.       | Suðuroy     | Við Løkin      | 24 de agosto | 15:00      | T.B.D        |
| Víkingur Gøta | v.s.       | EB/Streymur | Sarpugerði     | 24 de agosto | 17:15      | T.B.D        |

| Jornada 21  | Jornada 21 | Jornada 21    | Jornada 21        | Jornada 21   | Jornada 21 | Jornada 21   |
| Local       | Resultado  | Visitante     | Estadio           | Fecha        | Hora       | Espectadores |
| ----------- | ---------- | ------------- | ----------------- | ------------ | ---------- | ------------ |
| EB/Streymur | v.s.       | NSÍ Runavík   | Við Margáir       | 29 de agosto | 18:30      | T.B.D        |
| TB Tvøroyri | v.s.       | HB Tórshavn   | Við Stórá         | 30 de agosto | 15:00      | T.B.D        |
| Suðuroy     | v.s.       | KÍ Klaksvík   | á Eiðinum Stadium | 30 de agosto | 15:30      | T.B.D        |
| 07 Vestur   | v.s.       | B36 Tórshavn  | Á Dungasandi      | 30 de agosto | 17:15      | T.B.D        |
| B68 Toftir  | v.s.       | Víkingur Gøta | Svangaskarð       | 30 de agosto | 18:30      | T.B.D        |

| Jornada 22  | Jornada 22 | Jornada 22    | Jornada 22        | Jornada 22       | Jornada 22 | Jornada 22   |
| Local       | Resultado  | Visitante     | Estadio           | Fecha            | Hora       | Espectadores |
| ----------- | ---------- | ------------- | ----------------- | ---------------- | ---------- | ------------ |
| Suðuroy     | v.s.       | 07 Vestur     | á Eiðinum Stadium | 14 de septiembre | 14:30      | T.B.D        |
| EB/Streymur | v.s.       | B68 Toftir    | Við Margáir       | 14 de septiembre | 15:00      | T.B.D        |
| NSÍ Runavík | v.s.       | TB Tvøroyri   | Við Løkin         | 14 de septiembre | 15:00      | T.B.D        |
| HB Tórshavn | v.s.       | B36 Tórshavn  | Gundadalur        | 14 de septiembre | 17:15      | T.B.D        |
| KÍ Klaksvík | v.s.       | Víkingur Gøta | Við Djúpumýrar    | 15 de septiembre | 18:30      | T.B.D        |

| Jornada 23    | Jornada 23 | Jornada 23   | Jornada 23     | Jornada 23       | Jornada 23 | Jornada 23   |
| Local         | Resultado  | Visitante    | Estadio        | Fecha            | Hora       | Espectadores |
| ------------- | ---------- | ------------ | -------------- | ---------------- | ---------- | ------------ |
| B68 Toftir    | v.s.       | NSÍ Runavík  | Svangaskarð    | 19 de septiembre | 18:30      | T.B.D        |
| HB Tórshavn   | v.s.       | Suðuroy      | Gundadalur     | 20 de septiembre | 18:00      | T.B.D        |
| TB Tvøroyri   | v.s.       | B36 Tórshavn | Við Stórá      | 21 de septiembre | 14:45      | T.B.D        |
| KÍ Klaksvík   | v.s.       | EB/Streymur  | Við Djúpumýrar | 21 de septiembre | 15:00      | T.B.D        |
| Víkingur Gøta | v.s.       | 07 Vestur    | Sarpugerði     | 21 de septiembre | 15:00      | T.B.D        |

| Jornada 24   | Jornada 24 | Jornada 24    | Jornada 24   | Jornada 24       | Jornada 24 | Jornada 24   |
| Local        | Resultado  | Visitante     | Estadio      | Fecha            | Hora       | Espectadores |
| ------------ | ---------- | ------------- | ------------ | ---------------- | ---------- | ------------ |
| TB Tvøroyri  | v.s.       | Suðuroy       | Við Stórá    | 28 de septiembre | 14:45      | T.B.D        |
| 07 Vestur    | v.s.       | NSÍ Runavík   | Á Dungasandi | 28 de septiembre | 15:00      | T.B.D        |
| B36 Tórshavn | v.s.       | Víkingur Gøta | Gundadalur   | 28 de septiembre | 15:00      | T.B.D        |
| EB/Streymur  | v.s.       | HB Tórshavn   | Við Margáir  | 28 de septiembre | 15:00      | T.B.D        |
| B68 Toftir   | v.s.       | KÍ Klaksvík   | Svangaskarð  | 28 de septiembre | 17:15      | T.B.D        |

| Jornada 25    | Jornada 25 | Jornada 25   | Jornada 25        | Jornada 25   | Jornada 25 | Jornada 25   |
| Local         | Resultado  | Visitante    | Estadio           | Fecha        | Hora       | Espectadores |
| ------------- | ---------- | ------------ | ----------------- | ------------ | ---------- | ------------ |
| NSÍ Runavík   | v.s.       | B36 Tórshavn | Við Løkin         | 3 de octubre | 18:30      | T.B.D        |
| Suðuroy       | v.s.       | EB/Streymur  | á Eiðinum Stadium | 4 de octubre | 13:00      | T.B.D        |
| 07 Vestur     | v.s.       | KÍ Klaksvík  | Á Dungasandi      | 4 de octubre | 17:15      | T.B.D        |
| Víkingur Gøta | v.s.       | TB Tvøroyri  | Sarpugerði        | 4 de octubre | 17:15      | T.B.D        |
| HB Tórshavn   | v.s.       | B68 Toftir   | Gundadalur        | 4 de octubre | 18:30      | T.B.D        |

| Jornada 26  | Jornada 26 | Jornada 26    | Jornada 26        | Jornada 26    | Jornada 26 | Jornada 26   |
| Local       | Resultado  | Visitante     | Estadio           | Fecha         | Hora       | Espectadores |
| ----------- | ---------- | ------------- | ----------------- | ------------- | ---------- | ------------ |
| B68 Toftir  | v.s.       | 07 Vestur     | Svangaskarð       | 19 de octubre | 17:00      | T.B.D        |
| EB/Streymur | v.s.       | B36 Tórshavn  | Við Margáir       | 19 de octubre | 17:00      | T.B.D        |
| HB Tórshavn | v.s.       | NSÍ Runavík   | Gundadalur        | 19 de octubre | 17:00      | T.B.D        |
| KÍ Klaksvík | v.s.       | TB Tvøroyri   | Við Djúpumýrar    | 19 de octubre | 17:00      | T.B.D        |
| Suðuroy     | v.s.       | Víkingur Gøta | á Eiðinum Stadium | 19 de octubre | 17:00      | T.B.D        |

| Jornada 27    | Jornada 27 | Jornada 27  | Jornada 27   | Jornada 27    | Jornada 27 | Jornada 27   |
| Local         | Resultado  | Visitante   | Estadio      | Fecha         | Hora       | Espectadores |
| ------------- | ---------- | ----------- | ------------ | ------------- | ---------- | ------------ |
| 07 Vestur     | v.s.       | EB/Streymur | Á Dungasandi | 25 de octubre | 17:00      | T.B.D        |
| B36 Tórshavn  | v.s.       | Suðuroy     | Gundadalur   | 25 de octubre | 17:00      | T.B.D        |
| NSÍ Runavík   | v.s.       | KÍ Klaksvík | Við Løkin    | 25 de octubre | 17:00      | T.B.D        |
| TB Tvøroyri   | v.s.       | B68 Toftir  | Við Stórá    | 25 de octubre | 17:00      | T.B.D        |
| Víkingur Gøta | v.s.       | HB Tórshavn | Sarpugerði   | 25 de octubre | 17:00      | T.B.D        |

### Cuarta vuelta
| Jornada 28 | Jornada 28 | Jornada 28 | Jornada 28 | Jornada 28  | Jornada 28  | Jornada 28   |
| Local      | Resultado  | Visitante  | Estadio    | Fecha       | Hora        | Espectadores |
| ---------- | ---------- | ---------- | ---------- | ----------- | ----------- | ------------ |
|            | v.s.       |            |            | Por definir | Por definir | T.B.D        |
|            | v.s.       |            |            | Por definir | Por definir | T.B.D        |
|            | v.s.       |            |            | Por definir | Por definir | T.B.D        |
|            | v.s.       |            |            | Por definir | Por definir | T.B.D        |
|            | v.s.       |            |            | Por definir | Por definir | T.B.D        |

| Jornada 29 | Jornada 29 | Jornada 29 | Jornada 29 | Jornada 29  | Jornada 29  | Jornada 29   |
| Local      | Resultado  | Visitante  | Estadio    | Fecha       | Hora        | Espectadores |
| ---------- | ---------- | ---------- | ---------- | ----------- | ----------- | ------------ |
|            | v.s.       |            |            | Por definir | Por definir | T.B.D        |
|            | v.s.       |            |            | Por definir | Por definir | T.B.D        |
|            | v.s.       |            |            | Por definir | Por definir | T.B.D        |
|            | v.s.       |            |            | Por definir | Por definir | T.B.D        |
|            | v.s.       |            |            | Por definir | Por definir | T.B.D        |

| Jornada 30 | Jornada 30 | Jornada 30 | Jornada 30 | Jornada 30  | Jornada 30  | Jornada 30   |
| Local      | Resultado  | Visitante  | Estadio    | Fecha       | Hora        | Espectadores |
| ---------- | ---------- | ---------- | ---------- | ----------- | ----------- | ------------ |
|            | v.s.       |            |            | Por definir | Por definir | T.B.D        |
|            | v.s.       |            |            | Por definir | Por definir | T.B.D        |
|            | v.s.       |            |            | Por definir | Por definir | T.B.D        |
|            | v.s.       |            |            | Por definir | Por definir | T.B.D        |
|            | v.s.       |            |            | Por definir | Por definir | T.B.D        |

| Jornada 31 | Jornada 31 | Jornada 31 | Jornada 31 | Jornada 31  | Jornada 31  | Jornada 31   |
| Local      | Resultado  | Visitante  | Estadio    | Fecha       | Hora        | Espectadores |
| ---------- | ---------- | ---------- | ---------- | ----------- | ----------- | ------------ |
|            | v.s.       |            |            | Por definir | Por definir | T.B.D        |
|            | v.s.       |            |            | Por definir | Por definir | T.B.D        |
|            | v.s.       |            |            | Por definir | Por definir | T.B.D        |
|            | v.s.       |            |            | Por definir | Por definir | T.B.D        |
|            | v.s.       |            |            | Por definir | Por definir | T.B.D        |

| Jornada 32 | Jornada 32 | Jornada 32 | Jornada 32 | Jornada 32  | Jornada 32  | Jornada 32   |
| Local      | Resultado  | Visitante  | Estadio    | Fecha       | Hora        | Espectadores |
| ---------- | ---------- | ---------- | ---------- | ----------- | ----------- | ------------ |
|            | v.s.       |            |            | Por definir | Por definir | T.B.D        |
|            | v.s.       |            |            | Por definir | Por definir | T.B.D        |
|            | v.s.       |            |            | Por definir | Por definir | T.B.D        |
|            | v.s.       |            |            | Por definir | Por definir | T.B.D        |
|            | v.s.       |            |            | Por definir | Por definir | T.B.D        |

| Jornada 33 | Jornada 33 | Jornada 33 | Jornada 33 | Jornada 33  | Jornada 33  | Jornada 33   |
| Local      | Resultado  | Visitante  | Estadio    | Fecha       | Hora        | Espectadores |
| ---------- | ---------- | ---------- | ---------- | ----------- | ----------- | ------------ |
|            | v.s.       |            |            | Por definir | Por definir | T.B.D        |
|            | v.s.       |            |            | Por definir | Por definir | T.B.D        |
|            | v.s.       |            |            | Por definir | Por definir | T.B.D        |
|            | v.s.       |            |            | Por definir | Por definir | T.B.D        |
|            | v.s.       |            |            | Por definir | Por definir | T.B.D        |

| Jornada 34 | Jornada 34 | Jornada 34 | Jornada 34 | Jornada 34  | Jornada 34  | Jornada 34   |
| Local      | Resultado  | Visitante  | Estadio    | Fecha       | Hora        | Espectadores |
| ---------- | ---------- | ---------- | ---------- | ----------- | ----------- | ------------ |
|            | v.s.       |            |            | Por definir | Por definir | T.B.D        |
|            | v.s.       |            |            | Por definir | Por definir | T.B.D        |
|            | v.s.       |            |            | Por definir | Por definir | T.B.D        |
|            | v.s.       |            |            | Por definir | Por definir | T.B.D        |
|            | v.s.       |            |            | Por definir | Por definir | T.B.D        |

| Jornada 35 | Jornada 35 | Jornada 35 | Jornada 35 | Jornada 35  | Jornada 35  | Jornada 35   |
| Local      | Resultado  | Visitante  | Estadio    | Fecha       | Hora        | Espectadores |
| ---------- | ---------- | ---------- | ---------- | ----------- | ----------- | ------------ |
|            | v.s.       |            |            | Por definir | Por definir | T.B.D        |
|            | v.s.       |            |            | Por definir | Por definir | T.B.D        |
|            | v.s.       |            |            | Por definir | Por definir | T.B.D        |
|            | v.s.       |            |            | Por definir | Por definir | T.B.D        |
|            | v.s.       |            |            | Por definir | Por definir | T.B.D        |

| Jornada 36 | Jornada 36 | Jornada 36 | Jornada 36 | Jornada 36  | Jornada 36  | Jornada 36   |
| Local      | Resultado  | Visitante  | Estadio    | Fecha       | Hora        | Espectadores |
| ---------- | ---------- | ---------- | ---------- | ----------- | ----------- | ------------ |
|            | v.s.       |            |            | Por definir | Por definir | T.B.D        |
|            | v.s.       |            |            | Por definir | Por definir | T.B.D        |
|            | v.s.       |            |            | Por definir | Por definir | T.B.D        |
|            | v.s.       |            |            | Por definir | Por definir | T.B.D        |
|            | v.s.       |            |            | Por definir | Por definir | T.B.D        |

## Estadísticas

### Récords
- Primer gol de la temporada: Anotado por Ári Jónsson, en el HB Tórshavn 3 – 2 B68 Toftir (7 de marzo de 2025)
- Mayor número de goles marcados en un partido: 11 goles, NSÍ Runavík 11 – 0 B68 Toftir (30 de marzo de 2025)
- Mayor victoria local: NSÍ Runavík 11 – 0 B68 Toftir (30 de marzo de 2025)
- Mayor victoria visitante: HB Tórshavn 1 – 7 NSÍ Runavík (3 de mayo de 2025)